# Lycium qingshuigeense
Lycium qingshuigeense är en potatisväxtart som beskrevs av Xu L.Jiang och J.N.Li. Lycium qingshuigeense ingår i släktet bocktörnen, och familjen potatisväxter. Inga underarter finns listade i Catalogue of Life.